# Farmer Boys
Farmer Boys est un groupe de metal allemand fondé en 1994. Le groupe a fait très peu d'apparitions publiques depuis 2004 et a annoncé son retour en 2017.

## Discographie
| Année | Titre                   | Position |
| Année | Titre                   | ALL      |
| ----- | ----------------------- | -------- |
| 1996  | Countrified             | —        |
| 1997  | Till the Cows Come Home | —        |
| 2000  | The World Is Ours       | 27       |
| 2004  | The Other Side          | 70       |
| 2018  | Born Again              | 58       |